# Ai Otomo-Yamamoto
Ai Otomo-Yamamoto (jap. 大友 (-山本) 愛; * 24. März 1982 in Sendai als Ai Otomo) ist eine japanische Volleyballspielerin. Sie nahm an zwei Olympischen Spielen teil und gewann 2012 die Bronzemedaille.

## Karriere
Otomo-Yamamoto begann ihre Karriere an der Sendaiikuei High School. 1999 gewann sie mit dem japanischen Nachwuchs die U-18-Weltmeisterschaft. 2000 kam sie zu NEC Red Rockets. Im folgenden Jahr debütierte sie beim Turnier in Montreux in der japanischen Nationalmannschaft. Mit dem Verein wurde sie 2002 japanischer Vizemeister. Anschließend nahm die Mittelblockerin an der Weltmeisterschaft in Deutschland teil. 2003 und 2004 gewann sie mit NEC Red Rockets jeweils den Titel in der japanischen Liga. In Athen erreichte sie mit der Nationalmannschaft das Viertelfinale und somit den fünften Platz des olympischen Turniers 2004. Ein Jahr später wurde Japan Dritter der Asienmeisterschaft. Nachdem Otomo-Yamamoto von 2006 bis 2008 pausiert hatte, spielte sie eine Saison bei Hisamitsu Springs und wurde 2009 Vizemeister. Der gleiche Erfolg gelang ihr 2010 mit ihrem neuen Verein JT Marvelous. Bei der WM 2010 kam sie mit Japan auf den dritten Platz. 2011 gewann sie erneut den Meistertitel. International wurde sie Zweite der Asienmeisterschaft, verpasste jedoch wegen einer Knieverletzung den World Cup. 2012 nahm sie an den Olympischen Spielen in London teil und gewann die Bronzemedaille.

## Privates
Otomo-Yamamoto heiratete 2006 den Beachvolleyballspieler Tatsuo Yamamoto. Im gleichen Jahr unterbrach sie ihre sportliche Karriere wegen einer Schwangerschaft.